# الطواف العالمي لكرة المضرب النسائية برعاية الاتحاد الدولي لكرة المضرب – 2021 (يناير–مارس)
جولة الاتحاد الدولي لكرة المضرب العالمية للنساء هي نسخة عام 2021 من الجولة الثانية في لعبة كرة المضرب للمحترفات. تنظمها الاتحاد الدولي لكرة المضرب وهي درجة أقل من جولة رابطة محترفات التنس. يتضمن الطواف العالمي لكرة المضرب النسائية برعاية الاتحاد الدولي لكرة المضرب بطولات بجوائز مالية تتراوح من $15،000 إلى $100،000.
منذ 1 مارس، بعد الغزو الروسي لأوكرانيا أعلن الاتحاد الدولي للتنس أن اللاعبين من بيلاروس وروسيا لا يزال بإمكانهم اللعب في الجولات لكن لن يُسمح لهم باللعب تحت علم بيلاروس أو روسيا.

## المواسم
| مواسم الطواف العالمي لكرة المضرب النسائية برعاية الاتحاد الدولي لكرة المضرب | مواسم الطواف العالمي لكرة المضرب النسائية برعاية الاتحاد الدولي لكرة المضرب | مواسم الطواف العالمي لكرة المضرب النسائية برعاية الاتحاد الدولي لكرة المضرب | مواسم الطواف العالمي لكرة المضرب النسائية برعاية الاتحاد الدولي لكرة المضرب | مواسم الطواف العالمي لكرة المضرب النسائية برعاية الاتحاد الدولي لكرة المضرب | مواسم الطواف العالمي لكرة المضرب النسائية برعاية الاتحاد الدولي لكرة المضرب | مواسم الطواف العالمي لكرة المضرب النسائية برعاية الاتحاد الدولي لكرة المضرب | مواسم الطواف العالمي لكرة المضرب النسائية برعاية الاتحاد الدولي لكرة المضرب | مواسم الطواف العالمي لكرة المضرب النسائية برعاية الاتحاد الدولي لكرة المضرب | مواسم الطواف العالمي لكرة المضرب النسائية برعاية الاتحاد الدولي لكرة المضرب |
| تسعينيات القرن العشرين                                                      | تسعينيات القرن العشرين                                                      | تسعينيات القرن العشرين                                                      | تسعينيات القرن العشرين                                                      | تسعينيات القرن العشرين                                                      | تسعينيات القرن العشرين                                                      | تسعينيات القرن العشرين                                                      | تسعينيات القرن العشرين                                                      | تسعينيات القرن العشرين                                                      | تسعينيات القرن العشرين                                                      |
| --------------------------------------------------------------------------- | --------------------------------------------------------------------------- | --------------------------------------------------------------------------- | --------------------------------------------------------------------------- | --------------------------------------------------------------------------- | --------------------------------------------------------------------------- | --------------------------------------------------------------------------- | --------------------------------------------------------------------------- | --------------------------------------------------------------------------- | --------------------------------------------------------------------------- |
| 1994                                                                        | 1995                                                                        | 1995                                                                        | 1996                                                                        | 1997                                                                        | 1998                                                                        | 1999                                                                        |                                                                             |                                                                             |                                                                             |
| العقد الأول من القرن 21                                                     |                                                                             |                                                                             |                                                                             |                                                                             |                                                                             |                                                                             |                                                                             |                                                                             |                                                                             |
| 2000                                                                        | 2001                                                                        | 2002                                                                        | 2003                                                                        | 2004                                                                        | 2005                                                                        | 2006                                                                        | 2007                                                                        | 2008 الربع الأول · الربع الثاني · الربع الثالث                              | 2009                                                                        |
| العقد الثاني من القرن 21                                                    |                                                                             |                                                                             |                                                                             |                                                                             |                                                                             |                                                                             |                                                                             |                                                                             |                                                                             |
| 2010 الربع الأول · الربع الثاني · الربع الثالث · الربع الرابع               | 2011 الربع الأول · الربع الثاني · الربع الثالث · الربع الرابع               | 2012 الربع الأول · الربع الثاني · الربع الثالث · الربع الرابع               | 2013 الربع الأول · الربع الثاني · الربع الثالث · الربع الرابع               | 2014 الربع الأول · الربع الثاني · الربع الثالث · الربع الرابع               | 2015 الربع الأول · الربع الثاني · الربع الثالث · الربع الرابع               | 2016 الربع الأول · الربع الثاني · الربع الثالث · الربع الرابع               | 2017 الربع الأول · الربع الثاني · الربع الثالث · الربع الرابع               | 2018 الربع الأول · الربع الثاني · الربع الثالث · الربع الرابع               | 2019 الربع الأول · الربع الثاني · الربع الثالث · الربع الرابع               |
| العقد الثالث من القرن 21                                                    |                                                                             |                                                                             |                                                                             |                                                                             |                                                                             |                                                                             |                                                                             |                                                                             |                                                                             |
| 2020 الربع الأول · الربع الثاني · الربع الثالث · الربع الرابع               | 2021 الربع الأول · الربع الثاني · الربع الثالث · الربع الرابع               | 2022 الربع الأول · الربع الثاني · الربع الثالث · الربع الرابع               | 2023 الربع الأول · الربع الثاني · الربع الثالث · الربع الرابع               | 2024 الربع الأول · الربع الثاني · الربع الثالث · الربع الرابع               | 2025 الربع الأول · الربع الثاني · الربع الثالث · الربع الرابع               |                                                                             |                                                                             |                                                                             |                                                                             |

## المفتاح
| Category    |
| W100 بطولات |
| W80 بطولات  |
| W60 بطولات  |
| W25 بطولات  |
| W15 بطولات  |

## الأشهر

### يناير
| الأسبوع  | البطولة                                                                                         | الفائزات | الوصيفات | المتأهلات لنصف النهائي                                                                         | المتأهلات لربع النهائي                                                                         |
| -------- | ----------------------------------------------------------------------------------------------- | --- | --- | ---------------------------------------------------------------------------------------------- | ---------------------------------------------------------------------------------------------- |
| 4 يناير  | القاهرة، مصر ملعب ترابي W15 قرعة المباريات الفردية والزوجية                                     | جيسيكا بوزاس مانيرو 2–6، 7–5، 6–3 | شانتال شكاملوفا | فاني أوستلوند فاندا لوكاش                                                                      | شانيل سيموندز ليكسي ستيفنز باربورا ماتوسوفا ساندرا سمير                                        |
| 4 يناير  | القاهرة، مصر ملعب ترابي W15 قرعة المباريات الفردية والزوجية                                     | أنستاسيا نيفيدوفا ليكسي ستيفنز 6–1، 6–4 | فاني أوستلوند ساندرا سمير | فاني أوستلوند فاندا لوكاش                                                                      | شانيل سيموندز ليكسي ستيفنز باربورا ماتوسوفا ساندرا سمير                                        |
| 4 يناير  | المنستير، تونس ملعب صلب W15 قرعة المباريات الفردية والزوجية                                     | سلمى دجوبي 6–4، 3–6، 6–2 | زيل ديزاي | داريا أستاخوفا غابرييلا برايس                                                                  | تيلويث دي جيرولامي إليسا فانلانغيندونك مانو أركانجيولي كارين مارتيان                           |
| 4 يناير  | المنستير، تونس ملعب صلب W15 قرعة المباريات الفردية والزوجية                                     | داريا أستاخوفا إيناس إيبو 6–3، 6–0 | مانو أركانجيولي سلمى دجوبي | داريا أستاخوفا غابرييلا برايس                                                                  | تيلويث دي جيرولامي إليسا فانلانغيندونك مانو أركانجيولي كارين مارتيان                           |
| 4 يناير  | أنطاليا، تركيا ملعب ترابي W15 قرعة المباريات الفردية والزوجية                                   | تمارا تشروفيتش 7–5، 7–6(7–4) | أورورا زانتيديسكي | صوفيا شاباتافا سفينيا أوشنر                                                                    | جيني دورست فيديريكا أرسيديكونو أندريا بريساكيريو إيبك أوز                                      |
| 4 يناير  | أنطاليا، تركيا ملعب ترابي W15 قرعة المباريات الفردية والزوجية                                   | جيمري أنيل إيبك أوز 6–2، 3–6، [10–6] | فيديريكا أرسيديكونو أورورا زانتيديسكي | صوفيا شاباتافا سفينيا أوشنر                                                                    | جيني دورست فيديريكا أرسيديكونو أندريا بريساكيريو إيبك أوز                                      |
| 11 يناير | هامبورغ، ألمانيا ملعب صلب (داخل القاعة) W25 قرعة المباريات الفردية والزوجية                     | شينغ كينوين 2–6، 3–6 | ليندا فروهفيتوفا | Jesika Malečková Noma Noha Akugue                                                              | Anna Bondár أماندين هيس Marina Bassols Ribera إيوانا لوريدانا روسكا                            |
| 11 يناير | هامبورغ، ألمانيا ملعب صلب (داخل القاعة) W25 قرعة المباريات الفردية والزوجية                     | Anna Bondár Tereza Mihalíková 4–6، 4–6 | أماندين هيس Kimberley Zimmermann | Jesika Malečková Noma Noha Akugue                                                              | Anna Bondár أماندين هيس Marina Bassols Ribera إيوانا لوريدانا روسكا                            |
| 11 يناير | القاهرة، مصر ملعب ترابي W15 قرعة المباريات الفردية والزوجية                                     | Jéssica Bouzas Maneiro 0–6، 0–6 | Anastasia Nefedova | Yuriko Lily Miyazaki ساندرا سمير                                                               | شانيل سيموندز Lexie Stevens Sinja Kraus Anna Morgina                                           |
| 11 يناير | القاهرة، مصر ملعب ترابي W15 قرعة المباريات الفردية والزوجية                                     | Elina Avanesyan Lexie Stevens 1–6، 2–6 | Gloria Ceschi Marion Viertler | Yuriko Lily Miyazaki ساندرا سمير                                                               | شانيل سيموندز Lexie Stevens Sinja Kraus Anna Morgina                                           |
| 11 يناير | المنستير، تونس ملعب صلب W15 قرعة المباريات الفردية والزوجية                                     | أُلغيَت البطولة بعد الجولة الأولى بسبب إجراءات الإغلاق المطبقة في تونس نتيجة جائحة فيروس كورونا.                                                     | أُلغيَت البطولة بعد الجولة الأولى بسبب إجراءات الإغلاق المطبقة في تونس نتيجة جائحة فيروس كورونا.                                                     | أُلغيَت البطولة بعد الجولة الأولى بسبب إجراءات الإغلاق المطبقة في تونس نتيجة جائحة فيروس كورونا. | أُلغيَت البطولة بعد الجولة الأولى بسبب إجراءات الإغلاق المطبقة في تونس نتيجة جائحة فيروس كورونا. |
| 11 يناير | أنطاليا، تركيا ملعب ترابي W15 قرعة المباريات الفردية والزوجية                                   | Berfu Cengiz 6–3، 2–6، 4–6 | İpek Öz | Valeriya Olyanovskaya Pia Lovrič                                                               | Julia Kimmelmann جوستينا ميكولسكيت Jenny Dürst Andreea Prisăcariu                              |
| 11 يناير | أنطاليا، تركيا ملعب ترابي W15 قرعة المباريات الفردية والزوجية                                   | Pia Lovrič أدريان ناغي 4–6، 5–7 | Ayla Aksu Ani Vangelova | Valeriya Olyanovskaya Pia Lovrič                                                               | Julia Kimmelmann جوستينا ميكولسكيت Jenny Dürst Andreea Prisăcariu                              |
| 18 يناير | مدينة الفجيرة، الإمارات العربية المتحدة ملعب صلب W25 قرعة المباريات الفردية والزوجية            | كلارا تاوسون 6–0، 4–6، 6–3 | فيكتوريا غولوبيتش | داريا سنيغور كرامي نارا                                                                        | تشالا بويوكاكاتشاي كريستينا بوكشا إيفا غيريرو ألفاريز مايا شوالينسكا                           |
| 18 يناير | مدينة الفجيرة، الإمارات العربية المتحدة ملعب صلب W25 قرعة المباريات الفردية والزوجية            | تشالا بويوكاكاتشاي فيكتوريا غولوبيتش 7–5، 4–6، [10–4]                                                                                              | ليانغ إن-شوو يو إكسياودي | داريا سنيغور كرامي نارا                                                                        | تشالا بويوكاكاتشاي كريستينا بوكشا إيفا غيريرو ألفاريز مايا شوالينسكا                           |
| 18 يناير | القاهرة، مصر ملعب ترابي W15 قرعة المباريات الفردية والزوجية                                     | سينيا كراوس 6–2، 6–3 | إلينا أفانيسيان | شانتال شكاملوفا ديا هردجلاش                                                                    | ساندرا سمير زيفا فالكينر آنا مورجينا ليكسي ستيفنز                                              |
| 18 يناير | القاهرة، مصر ملعب ترابي W15 قرعة المباريات الفردية والزوجية                                     | إلينا أفانيسيان ليكسي ستيفنز 6–1، 6–2 | إيما ديفيس أناستاسيا نيفيدوفا | شانتال شكاملوفا ديا هردجلاش                                                                    | ساندرا سمير زيفا فالكينر آنا مورجينا ليكسي ستيفنز                                              |
| 18 يناير | ماناكور، إسبانيا ملعب صلب W15 قرعة المباريات الفردية والزوجية                                   | أليكس إيالا 7–5، 1–6، 2–6 | إيفون كافالي ريميرز | أديثيا كاروناراتني ليوليا جانجين                                                               | كارول مونيت إميليانا أرانجو سارا كاكاريفيك سيمونا والترت                                       |
| 18 يناير | ماناكور، إسبانيا ملعب صلب W15 قرعة المباريات الفردية والزوجية                                   | أنجيلا فيتا بولودا أوكسانا سيليخميتيفا 1–6، 6–4، [5–10]                                                                                            | يلينا إن-ألبون فالنتينا رايزر | أديثيا كاروناراتني ليوليا جانجين                                                               | كارول مونيت إميليانا أرانجو سارا كاكاريفيك سيمونا والترت                                       |
| 18 يناير | أنطاليا، تركيا ملعب ترابي W15 قرعة المباريات الفردية والزوجية                                   | سفو ساكيلاريدي ضد جوليا أفدييفا تم التخلي عن النهائي بسبب سوء الأحوال الجوية مع تقدم ساكيلاريدي 3–1. تقاسم كلا اللاعبين نقاط التصنيف وجائزة مالية. | سفو ساكيلاريدي ضد جوليا أفدييفا تم التخلي عن النهائي بسبب سوء الأحوال الجوية مع تقدم ساكيلاريدي 3–1. تقاسم كلا اللاعبين نقاط التصنيف وجائزة مالية. | أنيتا لابوتكوفا كريستينا دينو                                                                  | نوريا برانكاتسيو زينب سونمز إيريكا أندريفا يكاترينا ماكاروفا                                   |
| 18 يناير | أنطاليا، تركيا ملعب ترابي W15 قرعة المباريات الفردية والزوجية                                   | فيكتوريا بوثيو غابرييلا سي 4–6، 3–6 | ميو كاتو هاين أوغاتا | أنيتا لابوتكوفا كريستينا دينو                                                                  | نوريا برانكاتسيو زينب سونمز إيريكا أندريفا يكاترينا ماكاروفا                                   |
| 25 يناير | Open Andrézieux-Bouthéon 42 أندرزيه بوتون، فرنسا ملعب صلب (داخلي) W60 قرعة الفردي – قرعة الزوجي | هارموني تان 3–6، 6–2، 6–1 | جاكلين كريستيان | أورزولا رادفانسكا كاثينكا فون ديكمان                                                           | ليوني كونغ لورا إيوانا بار كاتارينا زافاتسكا آنا لينا فريدسام                                  |
| 25 يناير | Open Andrézieux-Bouthéon 42 أندرزيه بوتون، فرنسا ملعب صلب (داخلي) W60 قرعة الفردي – قرعة الزوجي | لو جياجينغ يو إكسياودي 6–3، 6–4 | بولا كانيا كاتارينا زافاتسكا | أورزولا رادفانسكا كاثينكا فون ديكمان                                                           | ليوني كونغ لورا إيوانا بار كاتارينا زافاتسكا آنا لينا فريدسام                                  |
| 25 يناير | Georgia's Rome Tennis Open روما، الولايات المتحدة ملعب صلب W60 قرعة الفردي – قرعة الزوجي        | إيريني بوريلو إسكوريهويلا 1–6، 7–6(7–4)، 6–1 | غريس مين | إيمينا بيكتاس آنا صوفيا سانشيز                                                                 | كاثرين سيبوف أوسوي مايتان أركونادا روبن مونتغومري كوني بيرين                                   |
| 25 يناير | Georgia's Rome Tennis Open روما، الولايات المتحدة ملعب صلب W60 قرعة الفردي – قرعة الزوجي        | إيمينا بيكتاس تارا مور 5–7، 6–2، [10–8] | أولجا جوفورتسوفا جوفانا ياكشيتش | إيمينا بيكتاس آنا صوفيا سانشيز                                                                 | كاثرين سيبوف أوسوي مايتان أركونادا روبن مونتغومري كوني بيرين                                   |
| 25 يناير | القاهرة، مصر ملعب ترابي W15 قرعتي الفردي والزوجي                                                | شانتال شكاملوفا 6–4، 5–7، 6–4 | أناستاسيا نيفيدوفا | بيا لوفتريك ديا هردجلاش                                                                        | أناستاسيا زولوتاريفا أنيتا حوساريتش أناستاسيا سوخوتينا جولي بيلغرافر                           |
| 25 يناير | القاهرة، مصر ملعب ترابي W15 قرعتي الفردي والزوجي                                                | كيرين ليموين غابرييلا موجان 4–6، 6–3، [10–6] | ديا هردجلاش أنيتا حوساريتش | بيا لوفتريك ديا هردجلاش                                                                        | أناستاسيا زولوتاريفا أنيتا حوساريتش أناستاسيا سوخوتينا جولي بيلغرافر                           |
| 25 يناير | ماناكور، إسبانيا ملعب صلب W15 قرعة المباريات الفردية والزوجية                                   | سيمونا والترت 6–2، 7–6(7–4) | إيفون كافالي رييمرز | شيهو أكيتا يلينا إن-ألبون                                                                      | ماريا غوثيرث كاراسكو أليس روب إميليانا أرانجو أليكس إيالا                                      |
| 25 يناير | ماناكور، إسبانيا ملعب صلب W15 قرعة المباريات الفردية والزوجية                                   | يلينا إن-ألبون كاميلا روساتيلو 7–6(7–3)، 6–7(9–11)، [10–5]                                                                                         | أنجيلا فيتا بولودا أوكسانا سيليخميتيفا | شيهو أكيتا يلينا إن-ألبون                                                                      | ماريا غوثيرث كاراسكو أليس روب إميليانا أرانجو أليكس إيالا                                      |
| 25 يناير | أنطاليا، تركيا ملعب ترابي W15 قرعة المباريات الفردية والزوجية                                   | تم إلغاء قرعة المباريات الفردية والزوجية بسبب سوء الأحوال الجوية                                                                                   | تم إلغاء قرعة المباريات الفردية والزوجية بسبب سوء الأحوال الجوية                                                                                   | إنغريد غامارا مارتينس كارولينا ألفيس جوليا أفدييفا نوريا برانكاتشيو                            | جيسي آني ماتيلدا باولتي جوستينا ميكولسكيت سافو ساكيلاريدي                                      |

### فبراير
| الأسبوع   | البطولة                                                                   | الفائزات                                                        | الوصيفات                               | المتأهلات لنصف النهائي                   | المتأهلات لربع النهائي                                                       |
| --------- | ------------------------------------------------------------------------- | --------------------------------------------------------------- | -------------------------------------- | ---------------------------------------- | ---------------------------------------------------------------------------- |
| 1 فبراير  | شرم الشيخ، مصر ملعب صلب W15 قرعة المباريات الفردية والزوجية               | ماجالي كيمبين 6–3، 6–2                                          | صوفيا كوستولاس                         | جوستينا ميكولسكيت لوسيا برونزيتي         | كيوكا أوكامورا آنا سيسكوفا شاليمار تالبي إيما ديفيس                          |
| 1 فبراير  | شرم الشيخ، مصر ملعب صلب W15 قرعة المباريات الفردية والزوجية               | ليانغ إن-شوو كيوكا أوكامورا 1–6، 4–6، [3–10]                    | ماجالي كيمبين شاليمار تالبي            | جوستينا ميكولسكيت لوسيا برونزيتي         | كيوكا أوكامورا آنا سيسكوفا شاليمار تالبي إيما ديفيس                          |
| 1 فبراير  | شيمكنت، كازاخستان ملعب صلب (indoor) W15 قرعة المباريات الفردية والزوجية   | يوليا هاتاوكا 7–5، 6–2                                          | أناستاسيا تيخونوفا                     | إيكاترينا كازيونوفا آنا أوكولوفا         | سابينا شاريبوفا نيكولا بريتشكوفا داريا ميشينا زيبك كولامباييفا               |
| 1 فبراير  | شيمكنت، كازاخستان ملعب صلب (indoor) W15 قرعة المباريات الفردية والزوجية   | فيرونيكا باسزاك أناستاسيا تيخونوفا 2–6، 6–3، [6–10]             | داريا ميشينا نويل سايدينوفا            | إيكاترينا كازيونوفا آنا أوكولوفا         | سابينا شاريبوفا نيكولا بريتشكوفا داريا ميشينا زيبك كولامباييفا               |
| 1 فبراير  | ماناكور، إسبانيا ملعب صلب W15 قرعة المباريات الفردية والزوجية             | أوكسانا سيليخميتيفا 6–3، 6–2                                    | سوزان لامينس                           | إيفون كافالي ريمرز ماريا غوتيريز كاراسكو | أليكس إالا تيس سوغنو يلينا إن-ألبون شيهو أكيتا                               |
| 1 فبراير  | ماناكور، إسبانيا ملعب صلب W15 قرعة المباريات الفردية والزوجية             | فرانسيسكا خورخي ستيفاني فيشر 6–7(4–7)، 6–3، [10–2]              | كاميلا روزاتيلو إيكاترينا ياشينا       | إيفون كافالي ريمرز ماريا غوتيريز كاراسكو | أليكس إالا تيس سوغنو يلينا إن-ألبون شيهو أكيتا                               |
| 1 فبراير  | المنستير، تونس ملعب صلب W15 قرعة المباريات الفردية والزوجية               | ليندا فروهفيتوفا 7–6(7–5)، 7–5                                  | مانو أركانجيولي                        | زيل ديساي مالوري نويل                    | أنجيليكا موراتيلي إيناس إيبو إيميلي ليند زيدنا شافاروفا                      |
| 1 فبراير  | المنستير، تونس ملعب صلب W15 قرعة المباريات الفردية والزوجية               | ليندا فروهفيتوفا ماريا تيموفييفا 6–1، 6–2                       | نينا رادوفانوفيتش سوبكو تسيتسكيشفلي    | زيل ديساي مالوري نويل                    | أنجيليكا موراتيلي إيناس إيبو إيميلي ليند زيدنا شافاروفا                      |
| 1 فبراير  | أنطاليا، تركيا ملعب ترابي W15 قرعة المباريات الفردية والزوجية             | مريام بولغارو 6–2، 6–3                                          | بارك سو هيون                           | تارا وورث بيرفو جنكيز                    | سابفو ساكيلاريدي جوليا أبديفا فيكتوريا بوثيو إنغريد غامارا مارتنز            |
| 1 فبراير  | أنطاليا، تركيا ملعب ترابي W15 قرعة المباريات الفردية والزوجية             | ماريا فرناندا هيرازو يوليانا ليزارازو 6–2، 6–1                  | بيتيا أرشينكوفا غيرغانا توبالوفا       | تارا وورث بيرفو جنكيز                    | سابفو ساكيلاريدي جوليا أبديفا فيكتوريا بوثيو إنغريد غامارا مارتنز            |
| 8 فبراير  | غرونوبل، فرنسا ملعب صلب (indoor) W25 فردي وزوجي                           | فيكتوريا غولوبيتش 6–1، 4–6، 7–6(7–2)                            | مارينا زانيفسكا                        | ماري بينوا مايا شوالينسكا                | لو جياجينغ تيريزا مارتينكوفا أليكس إيالا كلارا تاوسون                        |
| 8 فبراير  | غرونوبل، فرنسا ملعب صلب (indoor) W25 فردي وزوجي                           | إيوانا لوريدانا روسكا كيمبرلي زيمرمان 6–1، 7–5                  | أريان هارتونو يوريكو ليلي ميازاكي      | ماري بينوا مايا شوالينسكا                | لو جياجينغ تيريزا مارتينكوفا أليكس إيالا كلارا تاوسون                        |
| 8 فبراير  | بوتشيفستروم، جنوب أفريقيا ملعب صلب W25 فردي وزوجي                         | نوريا باريزاس دياز 6–1، 4–6، 6–2                                | آنا بونداري                            | ليزلي كركهوف جودي بوراج                  | إيفا غوريرو ألفاريز زوي كروجر ريكا لوكا جاني كارولينا ألفيس                  |
| 8 فبراير  | بوتشيفستروم، جنوب أفريقيا ملعب صلب W25 فردي وزوجي                         | ليزلي كركهوف بيبيان ويجيرس 4–6، 6–3، [10–6]                     | نايومي برودي إيدن سيلفا                | ليزلي كركهوف جودي بوراج                  | إيفا غوريرو ألفاريز زوي كروجر ريكا لوكا جاني كارولينا ألفيس                  |
| 8 فبراير  | شرم الشيخ، مصر ملعب صلب W15 فردي وزوجي                                    | لوسيا برونزيتي 7–6(7–4)، 6–0                                    | نفيسة بيربيروفيتش                      | غانا بوزنيخيرينكو إيما ديفيس             | جولي بيلجريفر ميابي إينوي شاليمار تالبي آنا سيسكوفا                          |
| 8 فبراير  | شرم الشيخ، مصر ملعب صلب W15 فردي وزوجي                                    | كريستينا لافيتشكوفا آنا سيسكوفا 7–6(7–0)، 6–4                   | ميهارو إيمانيشي جوستينا ميكولسكيت      | غانا بوزنيخيرينكو إيما ديفيس             | جولي بيلجريفر ميابي إينوي شاليمار تالبي آنا سيسكوفا                          |
| 8 فبراير  | شيمكنت، كازاخستان ملعب صلب (indoor) W15 فردي وزوجي                        | أناستاسيا تيخونوفا 7–5، 2–6، 7–6(7–2)                           | يوليا هاتوكا                           | سابينا شاريبوفا داريا ميشينا             | جيبيك كولامباييفا إيكاترينا كازيونوفا غوزال آينيتدينوفا نيكولا بريتشكوفا     |
| 8 فبراير  | شيمكنت، كازاخستان ملعب صلب (indoor) W15 فردي وزوجي                        | إيكاترينا كازيونوفا سابينا شاريبوفا 7–5، 2–6، [10–4]            | داريا ميشينا نويل سعيدينوفا            | سابينا شاريبوفا داريا ميشينا             | جيبيك كولامباييفا إيكاترينا كازيونوفا غوزال آينيتدينوفا نيكولا بريتشكوفا     |
| 8 فبراير  | بليانة، إسبانيا ملعب صلب W15 فردي وزوجي القرعة                            | لورا بيجوسي 3–6، 6–0، 6–4                                       | إيكاترينا ياشينا                       | كو يون-وو كاميلا بارتوني                 | ماتيلدا موتافدزيتش روزا فيسنس ماس ماريا غوتيريز كاراسكو فرانسيسكا خورخي      |
| 8 فبراير  | بليانة، إسبانيا ملعب صلب W15 فردي وزوجي القرعة                            | ألبا كاريلو مارين أنجيلا فيتا بولودا 7–5، 7–5                   | إيفا فيدر ستيفاني فيشر                 | كو يون-وو كاميلا بارتوني                 | ماتيلدا موتافدزيتش روزا فيسنس ماس ماريا غوتيريز كاراسكو فرانسيسكا خورخي      |
| 8 فبراير  | المنستير، تونس ملعب صلب W15 فردي وزوجي القرعة                             | ليندا فروهفيتوفا 6–2، 6–2                                       | إيناس إيبو                             | كريستينا ديمترشوك ياسمين منصوري          | أنجيليكا موراتيلي أناستاسيا كوليكوفا ماريا تيموفييفا فيرونيكا فالكوسكا       |
| 8 فبراير  | المنستير، تونس ملعب صلب W15 فردي وزوجي القرعة                             | فيرونيكا فالكوسكا ليندا فروهفيتوفا 6–3، 6–1                     | ياسمين منصوري إلينا ميلوفانوفيتش       | كريستينا ديمترشوك ياسمين منصوري          | أنجيليكا موراتيلي أناستاسيا كوليكوفا ماريا تيموفييفا فيرونيكا فالكوسكا       |
| 8 فبراير  | أنطاليا، تركيا ملعب ترابي W15 فردي وزوجي القرعة                           | بولينا كوديرميتوفا 6–2، 1–6، 6–3                                | مارتا كوستيك                           | كاجسا هينيمان مي ياماغوتشي               | إيبك أوز تارا وورث جيسي آني ماتيلدا باولتي                                   |
| 8 فبراير  | أنطاليا، تركيا ملعب ترابي W15 فردي وزوجي القرعة                           | دوركا دراهوتا-زابو كاجسا هينيمان 6–2، 6–1                       | بولينا باخموتكينا إيفا غاركوشا         | كاجسا هينيمان مي ياماغوتشي               | إيبك أوز تارا وورث جيسي آني ماتيلدا باولتي                                   |
| 15 فبراير | آلتنكيرشن، ألمانيا Carpet (indoor) W25 قرعة المباريات الفردية والزوجية    | كلارا تاوسون 3–6، 6–1، 6–3                                      | سيمونا والترت                          | سوزان بانديتشي فيكتوريا غولوبيتش         | فيكتوريا توموفا جولي نيمير كريستينا بوكشا مارينا زانيفسكا                    |
| 15 فبراير | آلتنكيرشن، ألمانيا Carpet (indoor) W25 قرعة المباريات الفردية والزوجية    | بولا كانيا جوليا فاشاتشيك 7–6(7–5)، 6–4                         | فيكتوريا غولوبيتش يلينا إن-ألبون       | سوزان بانديتشي فيكتوريا غولوبيتش         | فيكتوريا توموفا جولي نيمير كريستينا بوكشا مارينا زانيفسكا                    |
| 15 فبراير | بوتشيفستروم، جنوب أفريقيا ملعب صلب W25 قرعة المباريات الفردية والزوجية    | نوريا باريزاس دياز 6–3، 6–0                                     | كارول تشاو                             | كاثينكا فون ديكمان شانيل سيموندز         | ليزلي كركهوف أنستاسيا زخاروفا ريكا لوكا جاني جيسيكا ماليكوفا                 |
| 15 فبراير | بوتشيفستروم، جنوب أفريقيا ملعب صلب W25 قرعة المباريات الفردية والزوجية    | ميريام كولودجييوفا جيسيكا ماليكوفا 6–2، 3–6، [10–5]             | أنا بوندار ريكا لوكا جاني              | كاثينكا فون ديكمان شانيل سيموندز         | ليزلي كركهوف أنستاسيا زخاروفا ريكا لوكا جاني جيسيكا ماليكوفا                 |
| 15 فبراير | أورلاندو، الولايات المتحدة ملعب صلب W25 قرعة المباريات الفردية والزوجية   | كاتي سوان 6–1، 6–3                                              | روبن أندرسون                           | كلير ليو ريناتا زارازوا                  | أنهيلينا كالينينا أمينة أنشبا ماريا كاميلا أوسوريو سيرانو كاتي فولينيتس      |
| 15 فبراير | أورلاندو، الولايات المتحدة ملعب صلب W25 قرعة المباريات الفردية والزوجية   | إيمينا بيكتاس تارا مور 7–5، 2–6، [10–5]                         | ماريا كاميلا أوسوريو سيرانو كوني بيرين | كلير ليو ريناتا زارازوا                  | أنهيلينا كالينينا أمينة أنشبا ماريا كاميلا أوسوريو سيرانو كاتي فولينيتس      |
| 15 فبراير | شرم الشيخ، مصر ملعب صلب W15 قرعة المباريات الفردية والزوجية               | شاليمار طالبي 6–3، 2–6، 6–3                                     | ليندا نوسكوفا                          | أنطونيا روجيك ليان تران                  | ليانغ إن شو ماغالي كيمبين دليلا سبيتياري فاني أوستلوند                       |
| 15 فبراير | شرم الشيخ، مصر ملعب صلب W15 قرعة المباريات الفردية والزوجية               | إريكا سما شاليمار طالبي 2–6، 6–0، [14–12]                       | ميابي إينو ليانغ إن شو                 | أنطونيا روجيك ليان تران                  | ليانغ إن شو ماغالي كيمبين دليلا سبيتياري فاني أوستلوند                       |
| 15 فبراير | المنستير، تونس ملعب صلب W15 قرعة المباريات الفردية والزوجية               | فيرونيكا فالكوسكا 6–3، 6–3                                      | فيكتوريا مورفايوفا                     | ماريا تيموفييفا أناستاسيا كوليكوفا       | نينا رادوفانوفيتش ألمودينا سانز-يانزا فيرنانديز كاثلين كانيف كارولا بيجينارو |
| 15 فبراير | المنستير، تونس ملعب صلب W15 قرعة المباريات الفردية والزوجية               | فيرونيكا فالكوسكا فيكتوريا مورفايوفا 6–4، 7–5                   | كارولا بيجينارو زديينا شافاروفا        | ماريا تيموفييفا أناستاسيا كوليكوفا       | نينا رادوفانوفيتش ألمودينا سانز-يانزا فيرنانديز كاثلين كانيف كارولا بيجينارو |
| 15 فبراير | أنطاليا، تركيا ملعب ترابي W15 قرعة المباريات الفردية والزوجية             | أندريا بريساشيريو 6–3، 7–5                                      | أوروورا زانتيديششي                     | كريستينا دينو غيرغانا توبالوفا           | بارك سو هيون ميل ريسكو إنغريد غامارا مارتينس دانييلا فيسماني                 |
| 15 فبراير | أنطاليا، تركيا ملعب ترابي W15 قرعة المباريات الفردية والزوجية             | كريستينا دينو شانتال شكاملوفا 6–1، 6–3                          | ماريا فرناندا هيرازو يوليانا ليزارازو  | كريستينا دينو غيرغانا توبالوفا           | بارك سو هيون ميل ريسكو إنغريد غامارا مارتينس دانييلا فيسماني                 |
| 22 فبراير | بواتييه، فرنسا ملعب صلب (indoor) W25 قرعة المباريات الفردية والزوجية      | داريا سنيغور 6–3، 2–6، 7–5                                      | كلارا بوريل                            | سوزان لامينس يانا فيت                    | بيمرا أوزجن سيوني مينديز يوريكو ليلي ميازاكي كاميلا روساتيلو                 |
| 22 فبراير | بواتييه، فرنسا ملعب صلب (indoor) W25 قرعة المباريات الفردية والزوجية      | فيديريكا دي سارا كاميلا روساتيلو 6–4، 6–3                       | إستيل كاسينو سيوني مينديز              | سوزان لامينس يانا فيت                    | بيمرا أوزجن سيوني مينديز يوريكو ليلي ميازاكي كاميلا روساتيلو                 |
| 22 فبراير | بوكا راتون، الولايات المتحدة ملعب صلب W25 قرعة المباريات الفردية والزوجية | فارفارا ليبتشينكو 3–6، 6–4، 6–0                                 | كلير ليو                               | هيلي بابتيست أوسوي مايتان أركونادا       | تيريزا مردجا كاثرين سيبوف غابرييلا تالابا ماريا كاميلا أوسوريو سيرانو        |
| 22 فبراير | بوكا راتون، الولايات المتحدة ملعب صلب W25 قرعة المباريات الفردية والزوجية | أوسوي مايتان أركونادا كارولين دولهايد 6–3، 6–4                  | ماريا كاميلا أوسوريو سيرانو كوني بيرين | هيلي بابتيست أوسوي مايتان أركونادا       | تيريزا مردجا كاثرين سيبوف غابرييلا تالابا ماريا كاميلا أوسوريو سيرانو        |
| 22 فبراير | موسكو، روسيا ملعب صلب (indoor) W25 قرعة المباريات الفردية والزوجية        | أورزولا رادفانسكا 4–6، 6–3، 6–4                                 | يوليا هاتوك                            | أناستاسيا زخاروفا بيرفو جنكيز            | فاليريا يوشينكو أناستاسيا تيخونوفا أولغا دوروشينا إيزابيلا شنيكوفا           |
| 22 فبراير | موسكو، روسيا ملعب صلب (indoor) W25 قرعة المباريات الفردية والزوجية        | فالنتيني جراماتيكوبولو أناستاسيا زخاروفا 6–3، 5–7، [10–8]       | يكاترينا كازيونوفا شاليمار طالبي       | أناستاسيا زخاروفا بيرفو جنكيز            | فاليريا يوشينكو أناستاسيا تيخونوفا أولغا دوروشينا إيزابيلا شنيكوفا           |
| 22 فبراير | شرم الشيخ، مصر ملعب صلب W15 قرعة المباريات الفردية والزوجية               | سابيني روتلاوكا 6–7(4–7)، 7–5، 7–5                              | سفينيا أوشنر                           | ليندا نوسكوفا إيريكا أندريفا             | أيانو شيميزو ألينا تشاريفا أولغا هيلمي ميابي إينو                            |
| 22 فبراير | شرم الشيخ، مصر ملعب صلب W15 قرعة المباريات الفردية والزوجية               | ليزا-ماري ريوكس إريكا سما 6–1، 1–6، [10–6]                      | كايزا رينالدو بيرسون جولييتا سانر      | ليندا نوسكوفا إيريكا أندريفا             | أيانو شيميزو ألينا تشاريفا أولغا هيلمي ميابي إينو                            |
| 22 فبراير | المنستير، تونس ملعب صلب W15 قرعة المباريات الفردية والزوجية               | فيرونيكا فالكوسكا 6–2، 6–0                                      | فرانشيسكا كورمي                        | فيكتوريا مورفايوفا فالنتينا ريسر         | ريسا أوشيجيما كارولا بيجينارو أنستاسيا كوليكوفا سيباستيانا سكيليبوتي         |
| 22 فبراير | المنستير، تونس ملعب صلب W15 قرعة المباريات الفردية والزوجية               | كارولا بيجينارو إيلونا جورجيانا غيوروايي 1–6، 7–6(9–7)، [12–10] | فيرونيكا فالكوسكا فيكتوريا مورفايوفا   | فيكتوريا مورفايوفا فالنتينا ريسر         | ريسا أوشيجيما كارولا بيجينارو أنستاسيا كوليكوفا سيباستيانا سكيليبوتي         |
| 22 فبراير | أنطاليا، تركيا ملعب ترابي W15 قرعة المباريات الفردية والزوجية             | ديا هردجلاش 6–7(1–7)، 6–2، 7–5                                  | نوريا برانكاتشيو                       | سافو ساكيلاريدي بارك سو هيون             | ميل ريسكو فيكتوريا بوثيو داريا فيدمانوفا أندرييا بريساكارو                   |
| 22 فبراير | أنطاليا، تركيا ملعب ترابي W15 قرعة المباريات الفردية والزوجية             | مارينا درازيتش أوانا جورجيتا سيميون 4–6، 6–3، [12–10]           | خيسيكا بوزاس مانيرو ليكسي ستيفنز       | سافو ساكيلاريدي بارك سو هيون             | ميل ريسكو فيكتوريا بوثيو داريا فيدمانوفا أندرييا بريساكارو                   |

### مارس
| الأسبوع | البطولة                                                                         | الفائزات                                               | الوصيفات                                      | المتأهلات لنصف النهائي              | المتأهلات لربع النهائي                                                      |
| ------- | ------------------------------------------------------------------------------- | ------------------------------------------------------ | --------------------------------------------- | ----------------------------------- | --------------------------------------------------------------------------- |
| 1 مارس  | ماناكور، إسبانيا ملعب صلب W25 قرعة المباريات الفردية والزوجية                   | نوريا باريزاس دياز 6–2، 6–1                            | مارينا باسولس ريبييرا                         | فيديريكا دي سارا جيسيكا بييري       | إيرينا فيتيكاو أريان هارتونو يانا فيت ستيفاني فاغنر                         |
| 1 مارس  | ماناكور، إسبانيا ملعب صلب W25 قرعة المباريات الفردية والزوجية                   | ريكا لوكا جاني لارا سالدن 6–4، 7–5                     | آنا بوندار تيريزا ميهاليكوفا                  | فيديريكا دي سارا جيسيكا بييري       | إيرينا فيتيكاو أريان هارتونو يانا فيت ستيفاني فاغنر                         |
| 1 مارس  | نيوبورت بيتش، الولايات المتحدة ملعب صلب W25 قرعة المباريات الفردية والزوجية     | دانييل لاو 6–2، 4–6، 6–2                               | كلير ليو                                      | بياتريس حداد مايا كوني بيرين        | تيريزا مردجا كاتيرينا بوندارينكو أندريا لازارو غارسيا مريم بولكفادزه        |
| 1 مارس  | نيوبورت بيتش، الولايات المتحدة ملعب صلب W25 قرعة المباريات الفردية والزوجية     | فانيا كينغ ميغان ماناسي 6–4، 6–2                       | إيمينا بيكتاس تارا مور                        | بياتريس حداد مايا كوني بيرين        | تيريزا مردجا كاتيرينا بوندارينكو أندريا لازارو غارسيا مريم بولكفادزه        |
| 1 مارس  | شرم الشيخ، مصر ملعب صلب W15 قرعة المباريات الفردية والزوجية                     | إريكا أندريفا 1–6، 7–6(7–3)، 6–0                       | جيني دورست                                    | سابين روتلوكا موموكو كوبوري         | أيانو شيميزو رمو أويدا مانا أيوكاوا جوان زوجر                               |
| 1 مارس  | شرم الشيخ، مصر ملعب صلب W15 قرعة المباريات الفردية والزوجية                     | إريكا سما آنا سيسكوفا 1–6، 6–4، انسحاب.                | مانا أيوكاوا أيانو شيميزو                     | سابين روتلوكا موموكو كوبوري         | أيانو شيميزو رمو أويدا مانا أيوكاوا جوان زوجر                               |
| 1 مارس  | نيودلهي، الهند ملعب صلب W15 قرعة المباريات الفردية والزوجية                     | بيا لوڤريك 6–3، 6–4                                    | إيرينا خروماتشيفا                             | زيل ديساي أدريان ناغي               | جنيفر لوكهام حُمَيرا بهارموس روتوجا بسالي مريم بولغارو                        |
| 1 مارس  | نيودلهي، الهند ملعب صلب W15 قرعة المباريات الفردية والزوجية                     | بيا لوڤريك أدريان ناغي 6–2، 6–3                        | سوجانيا باڤيسيتي برارتانا ثومبار              | زيل ديساي أدريان ناغي               | جنيفر لوكهام حُمَيرا بهارموس روتوجا بسالي مريم بولغارو                        |
| 1 مارس  | المنستير، تونس ملعب صلب W15 قرعة المباريات الفردية والزوجية                     | فيرونيكا فالكوسكا 6–3، 7–6(7–1)                        | سينيا كراوس                                   | لورا بيجوسي كيارا شول               | ميهائيلا جاكوفتش فيكتوريا مورفايوفا كلارا ڤلاسيلير ريسا أوشيجيما            |
| 1 مارس  | المنستير، تونس ملعب صلب W15 قرعة المباريات الفردية والزوجية                     | ميريل هودت إليسا فانلانجدونك 6–2، 2–6، [10–5]          | جاكلين كاباج أواد سوزان لامنس                 | لورا بيجوسي كيارا شول               | ميهائيلا جاكوفتش فيكتوريا مورفايوفا كلارا ڤلاسيلير ريسا أوشيجيما            |
| 1 مارس  | أنطاليا، تركيا ملعب ترابي W15 قرعة المباريات الفردية والزوجية                   | نوريا برانكاشيو 7–5، 6–4                               | جانغ سو جونج                                  | أندريا بريساكاريو بارك سو-هيون      | جازمين أورنتزي نيكا راديشيتش ليكسي ستيفنز داريا أستاكوڤا                    |
| 1 مارس  | أنطاليا، تركيا ملعب ترابي W15 قرعة المباريات الفردية والزوجية                   | جيسي أيني إنجريد جامارا مارتينس 6–2، 6–2               | جانغ سو جونج بارك سو-هيون                     | أندريا بريساكاريو بارك سو-هيون      | جازمين أورنتزي نيكا راديشيتش ليكسي ستيفنز داريا أستاكوڤا                    |
| 8 مارس  | بونه، الهند ملعب صلب W25 قرعة المباريات الفردية والزوجية                        | لورا بيجوسي 0–6، 6–3، 6–7(5–7)                         | ماريانا زاكارليوك                             | إميلي ويبلي سميث ميريام بولجارو     | فايدهى تشاودهاري زيل ديساي روتوجا بسالي إيرينا خروماتشيفا                   |
| 8 مارس  | بونه، الهند ملعب صلب W25 قرعة المباريات الفردية والزوجية                        | روتوجا بسالي إميلي ويبلي سميث 2–6، 5–7                 | ريا بهاتيا ميريام بولجارو                     | إميلي ويبلي سميث ميريام بولجارو     | فايدهى تشاودهاري زيل ديساي روتوجا بسالي إيرينا خروماتشيفا                   |
| 8 مارس  | قازان، روسيا ملعب صلب (indoor) W25 قرعة المباريات الفردية والزوجية              | يوليا خاتوكا 6–7(6–8)، 6–4، 4–6                        | أورزولا رادفانسكا                             | أناستاسيا تيخونوفا إيكاترينا ياشينا | ألينا تشارايفا فالنتيني جراماتيكوبولو بولينا كوديرميتوفا بيرفو سينجيز       |
| 8 مارس  | قازان، روسيا ملعب صلب (indoor) W25 قرعة المباريات الفردية والزوجية              | ألريكك إيكري شاليمار طالبي 4–6، 0–6                    | فالنتيني جراماتيكوبولو أناستاسيا زاخاروفا     | أناستاسيا تيخونوفا إيكاترينا ياشينا | ألينا تشارايفا فالنتيني جراماتيكوبولو بولينا كوديرميتوفا بيرفو سينجيز       |
| 8 مارس  | شرم الشيخ، مصر ملعب صلب W15 قرعة المباريات الفردية والزوجية                     | يوريكو ليلي ميازاكي 2–6، 6–4، 3–6                      | موموكو كوبوري                                 | أيانو شيميزو ساكورا هوسوجي          | كاتارينا كوزموفا جوان تسورغر إليزابيث ماندليك ميافي اينوي                   |
| 8 مارس  | شرم الشيخ، مصر ملعب صلب W15 قرعة المباريات الفردية والزوجية                     | موموكو كوبوري أيانو شيميزو 1–6، 2–6                    | باربورا ماتوسوفا أناستاسيا زولوتاريفا         | أيانو شيميزو ساكورا هوسوجي          | كاتارينا كوزموفا جوان تسورغر إليزابيث ماندليك ميافي اينوي                   |
| 8 مارس  | أميان، فرنسا ملعب ترابي (indoor) W15+H قرعة المباريات الفردية والزوجية          | سيون مينديز 6–4، 6–2                                   | باولا أورمايتشيا                              | إلسا جاكيموت أودري ألبي             | فيرينا ميليس لوسي نغوين تان مارتينا سبجاريللي مارين بارتو                   |
| 8 مارس  | أميان، فرنسا ملعب ترابي (indoor) W15+H قرعة المباريات الفردية والزوجية          | سيون مينديز ماريا خوسيه بورتيو راميريز 6–4، 6–3        | إلسا جاكيموت فيكتوريا خيمينيز كاسينتسيفا      | إلسا جاكيموت أودري ألبي             | فيرينا ميليس لوسي نغوين تان مارتينا سبجاريللي مارين بارتو                   |
| 8 مارس  | ماناكور، إسبانيا ملعب صلب W15 قرعة المباريات الفردية والزوجية                   | مارينا باسولس ريبييرا 7–5، 6–2                         | كاميلا روساتييلو                              | روزا فيسينس ماس ليير روميرو غورماز  | ريبيكا ماساروفا سيمونا والترت مارغو ييروليموس ديانا مارسنكفيتشا             |
| 8 مارس  | ماناكور، إسبانيا ملعب صلب W15 قرعة المباريات الفردية والزوجية                   | أنجلا فيتا بولودا أوكسانا سيليخميتيفا 6–2، 5–7، [10–8] | يلينا إن-ألبون ريبيكا ماساروفا                | روزا فيسينس ماس ليير روميرو غورماز  | ريبيكا ماساروفا سيمونا والترت مارغو ييروليموس ديانا مارسنكفيتشا             |
| 8 مارس  | المنستير، تونس ملعب صلب W15 قرعة المباريات الفردية والزوجية                     | يانا كولودينسكا 1–6، 6–0، 7–6(7–5)                     | لوكريتسيا ستيفانيني                           | سوزان لامينز أنستازيا نيفيدوفا      | سلمى جوبري بويانا مارينكوفيتش إلييسا فانلانغندونك آنا لانتيغوا دي لا نويز   |
| 8 مارس  | المنستير، تونس ملعب صلب W15 قرعة المباريات الفردية والزوجية                     | أوانا جافريلا إيلونا جيورجينا جيوروي 7–5، 6–4          | آنا بوبسكو كيارا شول                          | سوزان لامينز أنستازيا نيفيدوفا      | سلمى جوبري بويانا مارينكوفيتش إلييسا فانلانغندونك آنا لانتيغوا دي لا نويز   |
| 8 مارس  | أنطاليا، تركيا ملعب ترابي W15 قرعة المباريات الفردية والزوجية                   | بارك سو هيون 6–4، 6–0                                  | نوريا برانكاشيو                               | مريم كولودجوفا جيسي آني             | غيرغانا توبالوفا بولينا ليكينا ليزا بيجاتو سينا هيرمان                      |
| 8 مارس  | أنطاليا، تركيا ملعب ترابي W15 قرعة المباريات الفردية والزوجية                   | مريم كولودجوفا أنيتا لابوتكوفا 6–3، 4–6، [10–6]        | داريا أستاخوفا نيكا راديشيتش                  | مريم كولودجوفا جيسي آني             | غيرغانا توبالوفا بولينا ليكينا ليزا بيجاتو سينا هيرمان                      |
| 15 مارس | شرم الشيخ، مصر ملعب صلب W15 قرعة المباريات الفردية والزوجية                     | ساكورا هوسوغي 7–5، 6–2                                 | إري هوزمي                                     | أيانو شيميزو داليلا سبيتي           | إليزابيث ماندليك موموكو كوبوري يوريكو ليلي ميازاكي ماتيلدا موتافديتش        |
| 15 مارس | شرم الشيخ، مصر ملعب صلب W15 قرعة المباريات الفردية والزوجية                     | موموكو كوبوري أيانو شيميزو 6–4، 6–1                    | أليسيا بارنيت يوريكو ليلي ميازاكي             | أيانو شيميزو داليلا سبيتي           | إليزابيث ماندليك موموكو كوبوري يوريكو ليلي ميازاكي ماتيلدا موتافديتش        |
| 15 مارس | جونيس، فرنسا ملعب ترابي (indoor) W15 قرعة المباريات الفردية والزوجية            | مارين بارتود 6–4، 6–3                                  | جيسيكا بوزاس مانييرو                          | إستيل كاسينو إميلين دارتون          | جينيفر أنجر تيس سونيو جايد سوفراين يانا مورجر                               |
| 15 مارس | جونيس، فرنسا ملعب ترابي (indoor) W15 قرعة المباريات الفردية والزوجية            | تينا تسفيتكوفيتش زوي هاوارد 6–7(5–7)، 6–3، [10–5]      | آنا جابريك لينا باباداكس                      | إستيل كاسينو إميلين دارتون          | جينيفر أنجر تيس سونيو جايد سوفراين يانا مورجر                               |
| 15 مارس | براتيسلافا، سلوفاكيا ملعب صلب (indoor) W15 قرعة المباريات الفردية والزوجية      | ليندا نوسكوفا 6–4، 6–7(4–7)، 5–7                       | تيريزا سميتكوفا                               | ريبيكا سرامكوفا كاتارينا كوزموفا    | ميليني هلجو شانتال شكاملوفا فيرونيكا باساتشاك إيلينا مالويغينا              |
| 15 مارس | براتيسلافا، سلوفاكيا ملعب صلب (indoor) W15 قرعة المباريات الفردية والزوجية      | إيلينا مالويغينا أليس روب» 6–7(2–7)، 2–6               | نينا بوتوتشنيك إيفا بريموراتس                 | ريبيكا سرامكوفا كاتارينا كوزموفا    | ميليني هلجو شانتال شكاملوفا فيرونيكا باساتشاك إيلينا مالويغينا              |
| 15 مارس | المنستير، تونس ملعب صلب W15 قرعة المباريات الفردية والزوجية                     | مونيكا كيلناروفا 6–2، 2–6، 4–6                         | أناستاسيا نفيدوفا                             | أناستاسيا كوليكوفا ماريا تيموفييفا  | لوكريتسيا ستيفانيني سوزان لامنس سلمى ديوبرى أوانا غافريلا                   |
| 15 مارس | المنستير، تونس ملعب صلب W15 قرعة المباريات الفردية والزوجية                     | إيزابيل هافرلاغ أناستاسيا بريبيلوفا 3–6، 1–6           | رينا سايغو يوكا سايغو                         | أناستاسيا كوليكوفا ماريا تيموفييفا  | لوكريتسيا ستيفانيني سوزان لامنس سلمى ديوبرى أوانا غافريلا                   |
| 15 مارس | أنطاليا، تركيا ملعب ترابي W15 قرعة المباريات الفردية والزوجية                   | جانغ سو جونج 6–4، 3–6، 2–6                             | ماي هونتاما                                   | تارا فورت يوهانا ماركوفا            | بارك سو هيون ألكسندرا فيكيتش كريستينا دينو أنستازيا سوبوليفا                |
| 15 مارس | أنطاليا، تركيا ملعب ترابي W15 قرعة المباريات الفردية والزوجية                   | هان نا لاي لي سو را 6–4، 5–7، [4–10]                   | جيسي آني بارك سو هيون                         | تارا فورت يوهانا ماركوفا            | بارك سو هيون ألكسندرا فيكيتش كريستينا دينو أنستازيا سوبوليفا                |
| 22 مارس | بوينس آيرس، الأرجنتين ملعب ترابي W25 Draw قرعة المباريات الفردية والزوجية       | يوكي نايتو 1–6، 4–6، 3–6                               | كارولينا ألفيس                                | جوليا جاتو مونتيكوني فرانسيسكا جونز | ميل ريسكو إيريني بوريلو إسكوريهويلا إيفون كافالي رايمرس نوريا باريزاس دياز  |
| 22 مارس | بوينس آيرس، الأرجنتين ملعب ترابي W25 Draw قرعة المباريات الفردية والزوجية       | أمينة أنشبا بانا أودفاردي 5–7، 2–6                     | فالنتيني جراماتيكوبولو ريتشل هوجينكامب        | جوليا جاتو مونتيكوني فرانسيسكا جونز | ميل ريسكو إيريني بوريلو إسكوريهويلا إيفون كافالي رايمرس نوريا باريزاس دياز  |
| 22 مارس | شرم الشيخ، مصر ملعب صلب W15 Draw قرعة المباريات الفردية والزوجية                | يوريكو ليلي ميازكي 3–6، 3–6                            | ماتيلدا موتافدزيتش                            | لي يا-هسوان أوليفيا جاديكي          | إيلينا تيدورا كادار تايسا جرينا بيدريتي داليلا سبيرتي جوان زوغر             |
| 22 مارس | شرم الشيخ، مصر ملعب صلب W15 Draw قرعة المباريات الفردية والزوجية                | أليشا بارنيت يوريكو ليلي ميازكي 4–6، 1–6               | كو يون-وو رافييل لاكاس                        | لي يا-هسوان أوليفيا جاديكي          | إيلينا تيدورا كادار تايسا جرينا بيدريتي داليلا سبيرتي جوان زوغر             |
| 22 مارس | لو هافر، فرنسا ملعب ترابي (indoor) W15 Draw قرعة المباريات الفردية والزوجية     | لوسيا برونزيتي 3–6، 1–6                                | سارا كاكاروفيتش                               | ليوليا جانجين كاميلا روساتيليو      | جيسيكا بوزاس مانييرو سيليا بيل موهر لويز بوايسون ماريا خوسيه بورتيو راميريز |
| 22 مارس | لو هافر، فرنسا ملعب ترابي (indoor) W15 Draw قرعة المباريات الفردية والزوجية     | فرانسيسكا خورخي كاميلا روساتيليو 5–7، 2–6              | أناي لوكليرك لوسي نغوين تان                   | ليوليا جانجين كاميلا روساتيليو      | جيسيكا بوزاس مانييرو سيليا بيل موهر لويز بوايسون ماريا خوسيه بورتيو راميريز |
| 22 مارس | براتيسلافا، سلوفاكيا ملعب صلب (indoor) W15 Draw قرعة المباريات الفردية والزوجية | ليندا نوسكوفا 6–3، 7–6(7–4)                            | إيفا بريمواراك                                | ألينا تشاراييفا تيريزا سميتكوفا     | ريبيكا سرامكوفا أنيتا لابوتكوفا صوفيا ميلاتوفا ريكا لوكا جاني               |
| 22 مارس | براتيسلافا، سلوفاكيا ملعب صلب (indoor) W15 Draw قرعة المباريات الفردية والزوجية | إلينا مالويجينا أليس روب 3–6، 6–3، [10–5]              | تيريزا سميتكوفا فيرونيكا فلكوفسكا             | ألينا تشاراييفا تيريزا سميتكوفا     | ريبيكا سرامكوفا أنيتا لابوتكوفا صوفيا ميلاتوفا ريكا لوكا جاني               |
| 22 مارس | المنستير، تونس ملعب صلب W15 قرعة المباريات الفردية والزوجية                     | أنستازيا كوليكوفا 6–4، 2–6، 6–3                        | سوزان لامينز                                  | إيفا فيدير كارمان ثاندي             | فاندا لوكاش أنطونيا روزيتش آمي زو أنستازيا نيفيدوفا                         |
| 22 مارس | المنستير، تونس ملعب صلب W15 قرعة المباريات الفردية والزوجية                     | إيزابيل هافيرلاج أنستازيا بريبيلوفا 6–3، 6–1           | أنستازيا كوليكوفا ياسمين منصوري               | إيفا فيدير كارمان ثاندي             | فاندا لوكاش أنطونيا روزيتش آمي زو أنستازيا نيفيدوفا                         |
| 22 مارس | أنطاليا، تركيا ملعب ترابي W15 قرعة المباريات الفردية والزوجية                   | كريستينا دينو 6–2، 6–3                                 | ماي هونتما                                    | بارك سو هيون لوسيا كورتيس لوركا     | زيفا فالكينر تارا وورث ميلودي كولارد أوانا جورجيتا سيميون                   |
| 22 مارس | أنطاليا، تركيا ملعب ترابي W15 قرعة المباريات الفردية والزوجية                   | سينا هيرمان جانغ سو جونج انسحاب                        | أنستازيا ديتيوك داريا فيدمانوفا               | بارك سو هيون لوسيا كورتيس لوركا     | زيفا فالكينر تارا وورث ميلودي كولارد أوانا جورجيتا سيميون                   |
| 29 مارس | فيلا ماريا، الأرجنتين ملعب ترابي W25 قرعة المباريات الفردية والزوجية            | بياتريس حداد مايا 5–7، 4–6، 2–6                        | فرانسيسكا جونز                                | أندريا غاميز سوزان بانديتشي         | أمينة أنشبا ماريا لورديس كارلي بانا أودفاردي نايكثا بينز                    |
| 29 مارس | فيلا ماريا، الأرجنتين ملعب ترابي W25 قرعة المباريات الفردية والزوجية            | فالنتيني جراماتيكوبولو ريتشل هوجينكامب 2–6، 2–6        | فيكتوريا بوثيو ماريا لورديس كارلي             | أندريا غاميز سوزان بانديتشي         | أمينة أنشبا ماريا لورديس كارلي بانا أودفاردي نايكثا بينز                    |
| 29 مارس | دبي، الإمارات العربية المتحدة ملعب صلب W25 قرعة المباريات الفردية والزوجية      | جودي بوراج 4–6، 3–6                                    | يوليا هاتوك                                   | هان نا-لاي أناستاسيا زاخاروفا       | كاثينكا فون ديكمان إليتسا كوستوفا داريا سنيغور شاليمار طالبي                |
| 29 مارس | دبي، الإمارات العربية المتحدة ملعب صلب W25 قرعة المباريات الفردية والزوجية      | إيمينا بيكتاس تارا مور 5–7، 6–4، [7–10]                | بيرفو جينجيز إيبك أوز                         | هان نا-لاي أناستاسيا زاخاروفا       | كاثينكا فون ديكمان إليتسا كوستوفا داريا سنيغور شاليمار طالبي                |
| 29 مارس | شرم الشيخ، مصر ملعب صلب W15 قرعة المباريات الفردية والزوجية                     | بايج هوريجان 3–6، 1–6، 2–6                             | آنا سيسكوفا                                   | دليلا سبيريتي لينا غلشكو            | باربورا باليكوفا إري هوزمي أناستاسيا زولوتاريفا أناستاسيا سوخوتينا          |
| 29 مارس | شرم الشيخ، مصر ملعب صلب W15 قرعة المباريات الفردية والزوجية                     | إيلينا-تيودورا كادار أوليفيا جاديكي 3–6، 4–6           | رافائيل لاكاس آنا سيسكوفا                     | دليلا سبيريتي لينا غلشكو            | باربورا باليكوفا إري هوزمي أناستاسيا زولوتاريفا أناستاسيا سوخوتينا          |
| 29 مارس | المنستير، تونس ملعب صلب W15 قرعة المباريات الفردية والزوجية                     | آنا كوباريفا 6–1، 6–1                                  | أنجيليكا راجي                                 | ماجالي كيمبين كارمان ثاندي          | أناستاسيا بريبلوفا إليسا فانلانجندنك مالوري نويل لولا راديفوييفيتش          |
| 29 مارس | المنستير، تونس ملعب صلب W15 قرعة المباريات الفردية والزوجية                     | إيزابيل هايفرلاج أناستاسيا بريبلوفا 6–3، 6–1           | ألكسندرا أوزبورن أندريا رينيه فياريا          | ماجالي كيمبين كارمان ثاندي          | أناستاسيا بريبلوفا إليسا فانلانجندنك مالوري نويل لولا راديفوييفيتش          |
| 29 مارس | أنطاليا، تركيا ملعب ترابي W15 قرعة المباريات الفردية والزوجية                   | أندريا بريساكاريو 6–3، 7–5                             | آني مينتيجي ديل أولمو                         | هانا تشانغ جانغ سو جونج             | بولينا ليكينا أوزليم أوسلو تارا ويرث بارك سو هيون                           |
| 29 مارس | أنطاليا، تركيا ملعب ترابي W15 قرعة المباريات الفردية والزوجية                   | جانغ سو جونج لي سو را 6–2، 2–6، [10–7]                 | ماريا بولينا بيريز ماريا خوسيه بورتيو راميريز | هانا تشانغ جانغ سو جونج             | بولينا ليكينا أوزليم أوسلو تارا ويرث بارك سو هيون                           |

## الروابط الخارجية
- "10،600 لاعبة، 1135 حدثًا: جولة الاتحاد الدولي لكرة المضرب العالمية للسيدات لعام 2023 بالأرقام". الاتحاد الدولي لكرة المضرب. اطلع عليه بتاريخ 2024-01-02.
- "أجندة جولة الاتحاد الدولي لكرة المضرب العالمية للسيدات". الاتحاد الدولي لكرة المضرب. اطلع عليه بتاريخ 2024-01-02.
- الاتحاد الدولي لكرة المضرب